# Achille Delorme
Achille Delorme est un homme politique français.

## Biographie
Achille Delorme est né à Bellême dans l'Orne le 13 avril 1831. Il fait des études de droit à Paris et se fait inscrire comme avocat au barreau. Il est nommé préfet du Calvados lors de la proclamation de la Troisième République le 11 septembre 1870. Refusant d'appliquer des directives sur l'exclusion de candidats pour les législatives de février 1871, il est révoqué. Il se présente alors lui-même à ces élections. Il est élu 8e sur 9.
À l'assemblée, il siège au centre-gauche de l'hémicycle et en devient secrétaire.
Il est nommé préfet de la Haute-Garonne le 21 mars 1876, et  préfet de Meurthe-et-Moselle le 12 juin 1887. Il a été aussi Conseiller général de l'Orne.

## Sources
- « Achille Delorme », dans Adolphe Robert et Gaston Cougny, Dictionnaire des parlementaires français, Edgar Bourloton, 1889-1891 [détail de l’édition]